# Ivana II. Neapeljska
Ivana II. iz hiše Anjou je bila kraljica Neapeljskega kraljestva in naslovna kraljica Jeruzalemskega kraljestva in Ogrske, * 25. julij 1373, Zadar, Kraljevina Hrvaška, † 2. februar 1435, Neapelj, Neapeljsko kraljestvo. 

## Življenje
Ivana je bila hči neapeljskega kralja Karla III. in Margarete Draške. Leta 1401 se je poročila z avstrijskim vojvodom Viljemom (1370–1406), sinom Leopolda III. Avstrijskega. Po smrti brata Ladislava leta 1414 ga je nasledila na neapeljskem prestolu. Živela je zelo liberalno življenje in po Viljemovi smrti vzela za ljubimca 26-letnega Pandolfa Alopa in ga postavila za senešala kraljestva. On in kondotjer Muzio Attendolo Sforza sta ji popolnoma ustrezala, medtem ko so ji baroni kraljestva želeli zagotoviti dovolj močnega moža, ki bi zlomil moč njenih favoritov, a ne dovolj močnega, da bi postal vladar. Izbrali so ji Jakoba II. Lamarškega in jo leta 1415 poročili. Jakob je proti njihovim željam in pričakovanjem postal kralj, ukazal Alopa ubiti in Sforzo aretirati. Svojo ženo je držal skoraj v popolni izolaciji, kar je posledično povzročilo reakcijo baronov. Jakoba so prisilili, da je Sforzo izpustil, se odpovedal prestolu in zapustil državo. 
Kmalu zatem je Ivana poslala Sforzo obnovit njeno oblast v Rimu, od koder so bili Neapeljčani izgnani po Ladislavovi smrti. Sforza je vstopil v mesto in leta 1416 prisilil k umiku kondotjerja Braccia da Montoneja, ki je v imenu papeža branil Rim. Ko je bil naslednje leto Oddo Colonna izvoljen za papeža Martina V., se je z Ivano dogovoril, da se umakne iz Rima in Sforzo odpokliče v Neapelj. Slednji zdaj ni več imel na kraljico nobenega vpliva, ker je bila pod popolno oblastjo svojega novega ljubimca Giovannija (Sergiannija) Caracciola. V upanju, da bo obnovil svoj položaj in uničil Caracciola, je Sforza podprl zahteve Ludvika III. Anžujskega, ki je želel po Ivanini smrti postati njen naslednik. Njegovi načrti so naleteli tudi na odobravanje papeža. Ivana se s tem ni strinjala in je namesto tega na pomoč poklicala Alfonza V. Aragonskega in mu v zameno obljubila kraljestvo in ga leta 1420 posvojila. Rezultat te diplomacije je bila vojna med Ivano in Alfonzom na eni ter Ludvikom in Sforzo na drugi strani. Slednja sta imela podporo papeža. Sovražnosti so se končale leta 1422 z Ivanino zmago in mirovnim sporazumom. Nesoglasja med Aragonci in Neapeljčani so nato privedla do Caracciolove aretacije. Ivana je v strahu za svojo varnost s Sforzovo pomočjo odšla v Averso, kjer je leta 1423 posvojila Ludvika Anžujskega namesto Alfonza V., ki ga je imela za nehvaležnega. Alfonso  se je vrnil v Španijo in v Neaplju pustil le majhno garnizijo. Sforza se je je kmalu po njegovem odhodu v nesreči utopil in Ludviku Anžujskemu je s pomočjo genovskega ladjevja  uspelo ponovno zavzeti mesto. 
V kraljestvu je nekaj let trajal mir, dokler Caracciola leta 1432 po sporu s kraljico niso umorili njegovi sovražniki. Izbruhnili so notranji nemiri, ko se je Ivani v Apuliji uprl Gian Antonio Orsini, knez Taranta. Ludvik Anžujski je leta 1434 umrl med pohodom proti upornikom. Ivana sama je umrla 2. februarja 1435, potem ko je za svojega naslednika imenovala Ludvikovega brata Renéja. S tem je postala odgovorna za krvave spore, ki so se zgodili po njeni smrti zaradi njene dediščine. 